# Oligodon taeniolatus
Oligodon taeniolatus este o specie de șerpi din genul Oligodon, familia Colubridae, descrisă de Jerdon 1853. A fost clasificată de IUCN ca specie cu risc scăzut.

## Subspecii
Această specie cuprinde următoarele subspecii:
- O. t. fasciatus
- O. t. taeniolatus

## Galerie

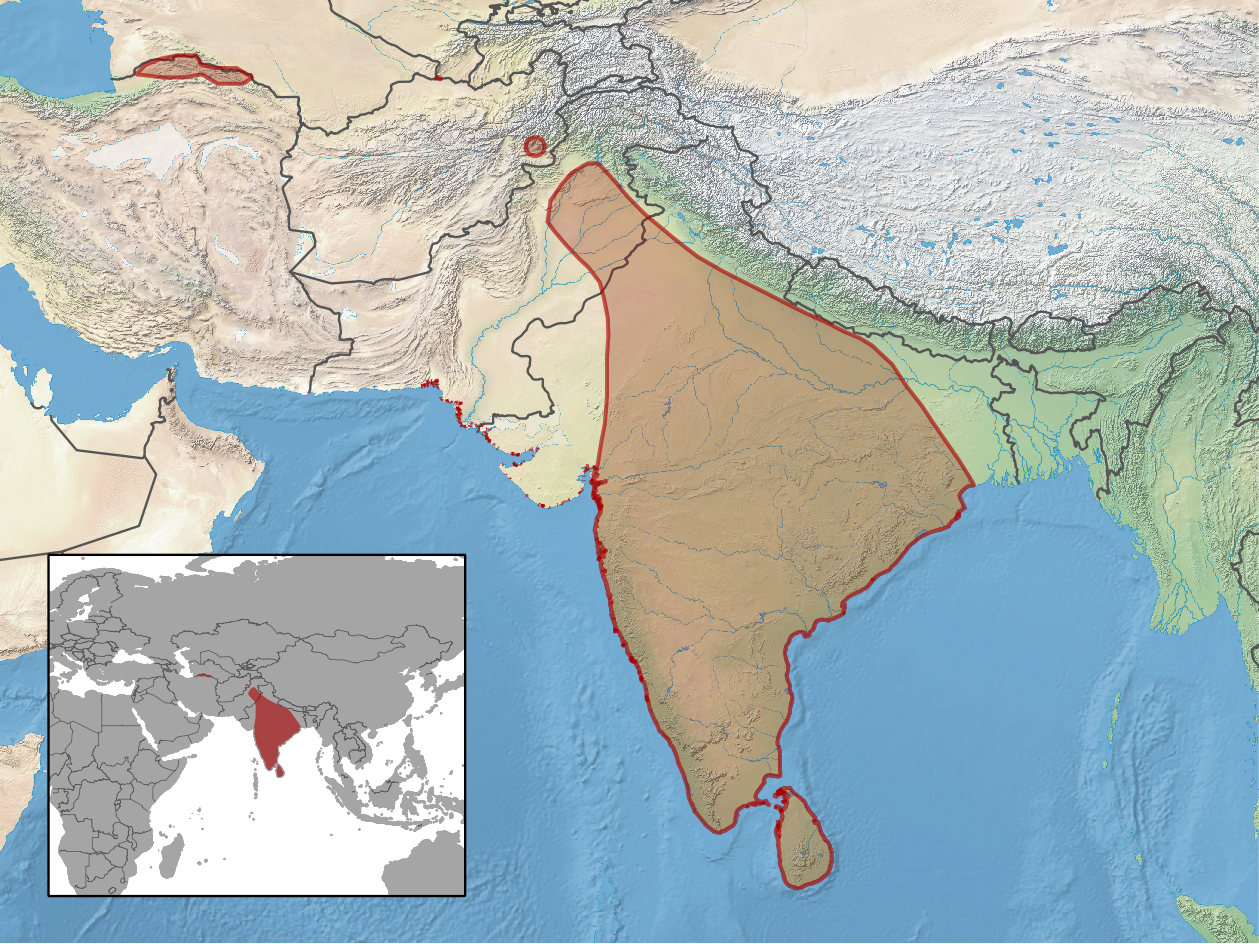
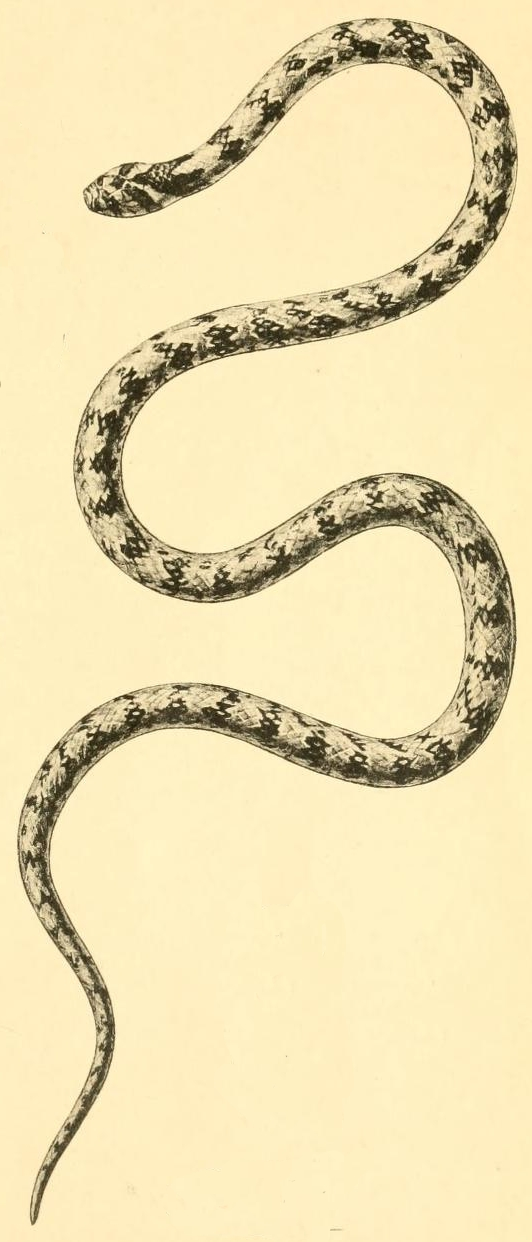
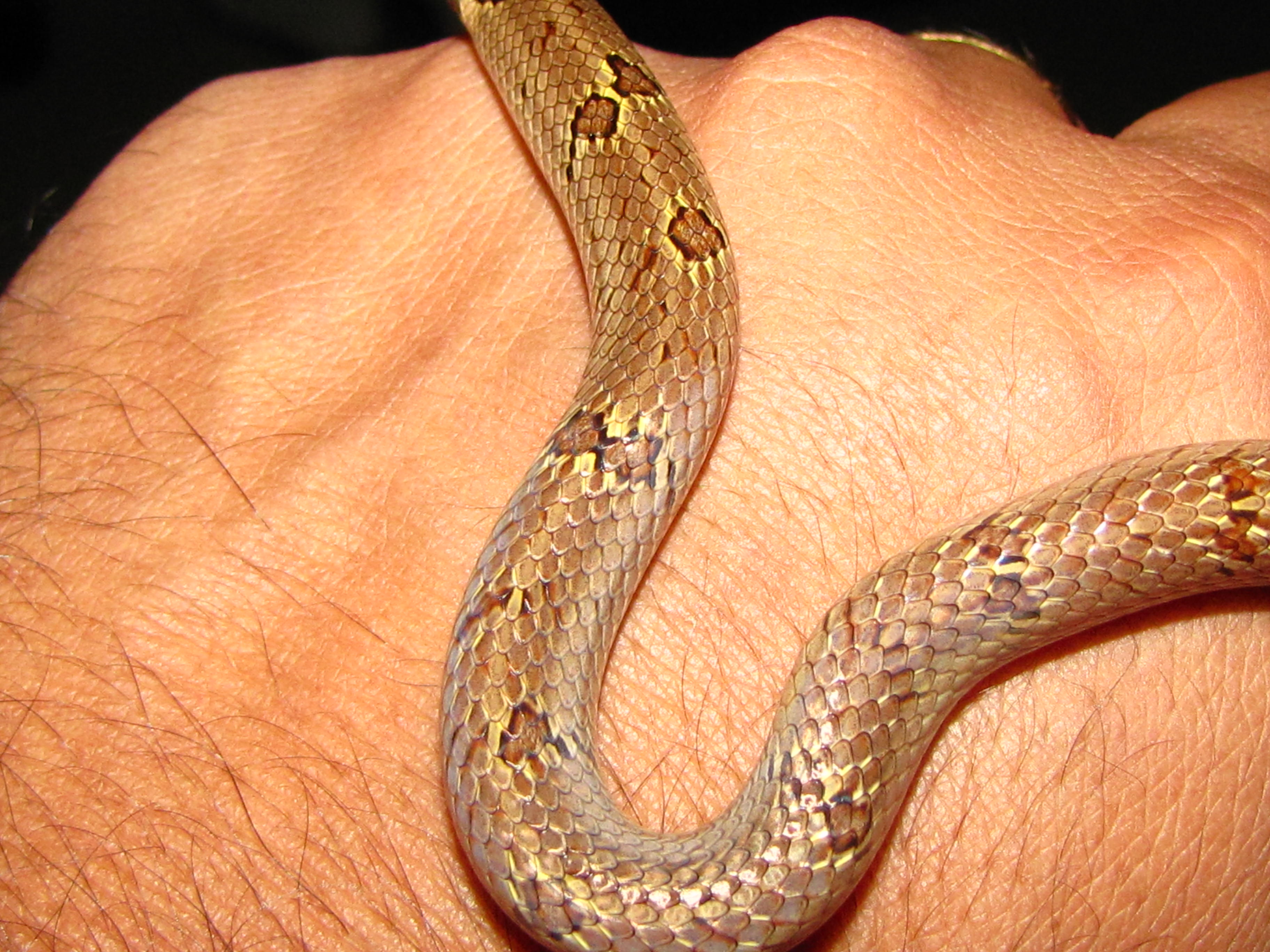
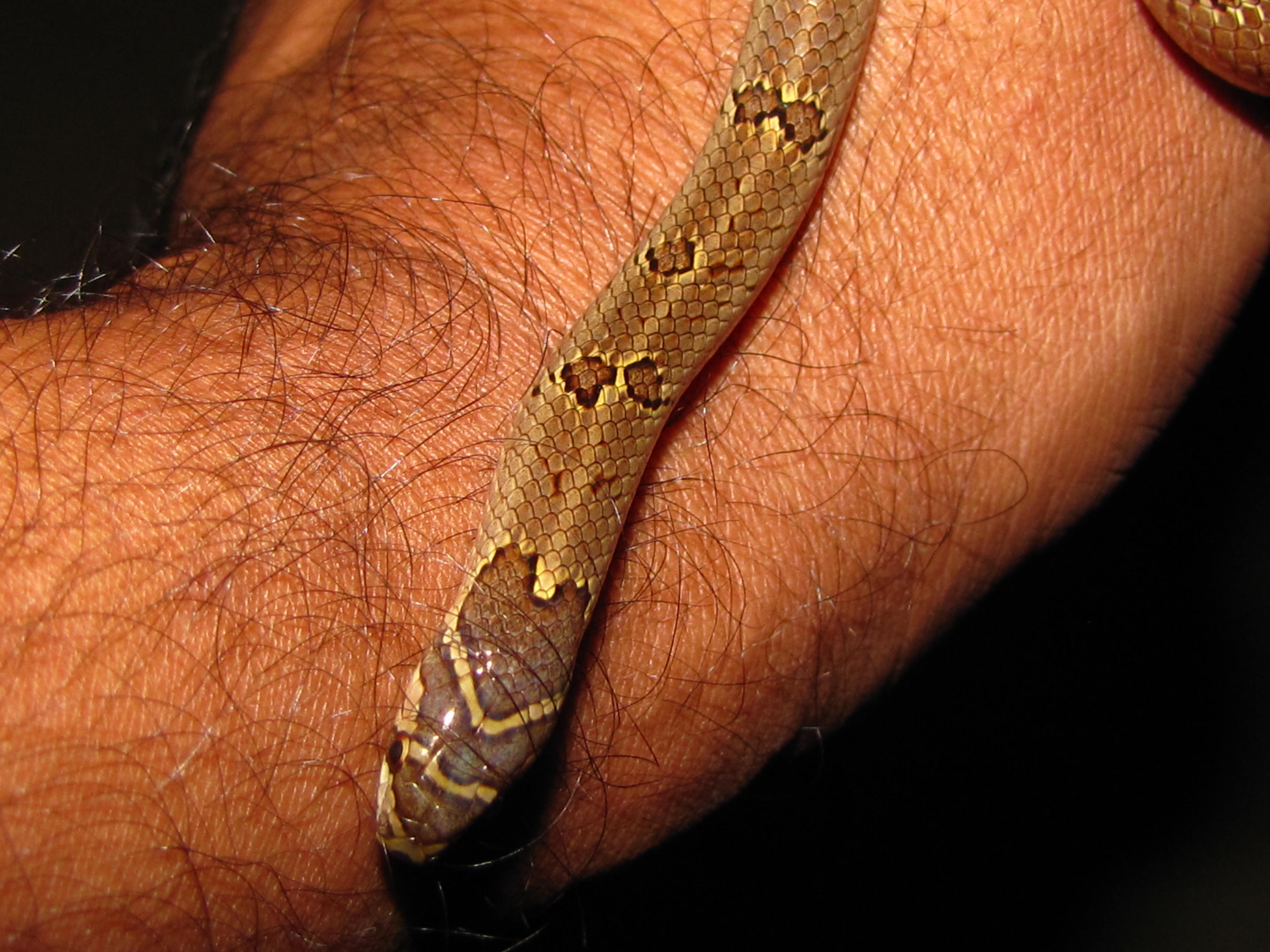
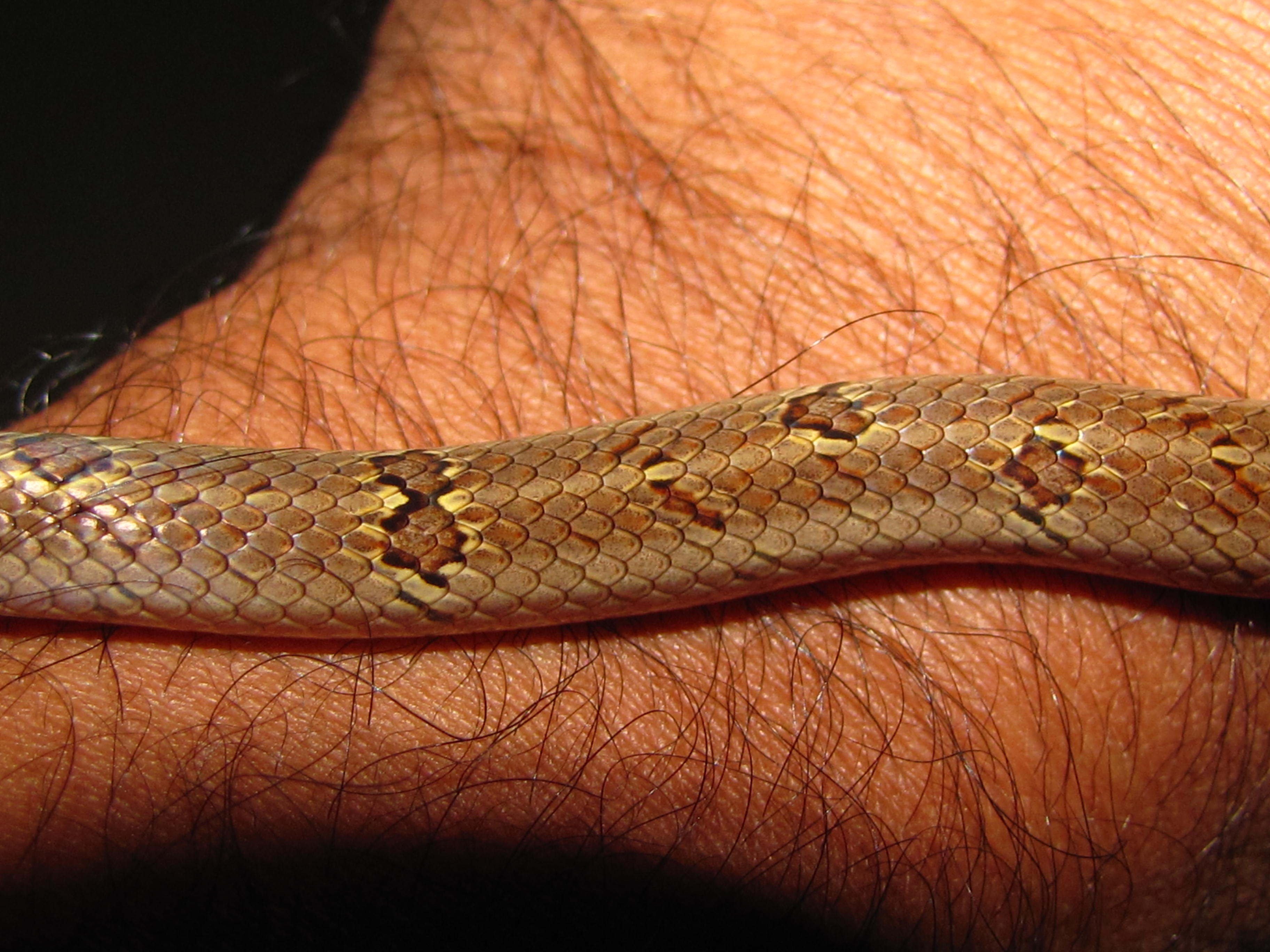
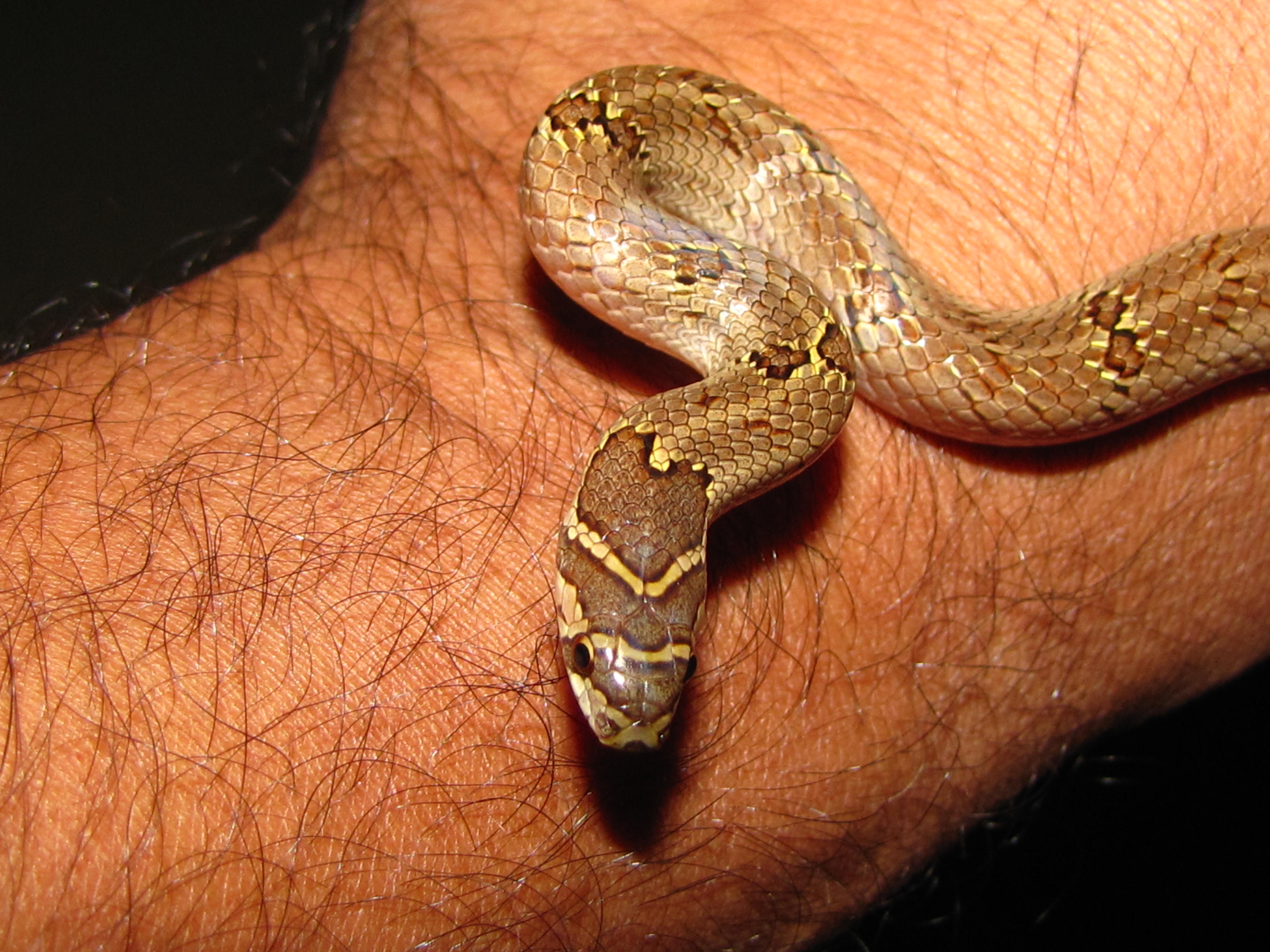